# ان‌جی‌سی ۴۳۰۸
ان‌جی‌سی ۴۳۰۸ (انگلیسی: NGC 4308) نام یک کهکشان در صورت فلکی گیسو است.